# La signora è stata violentata
La signora è stata violentata è un film del 1973 diretto da Vittorio Sindoni.

## Trama
Pamela, giovane moglie dell'ingegnere Sandro Traversi, organizza una cena per il ritorno del marito dal Nepal. Tra gli invitati: il presidente Parini e sua moglie, il dottore indiano Samai, padre O'Connor, il professor Valenti e sua moglie. A fine cena, Sandro fa preparare un infuso comprato a Katmandu, ignaro che si tratti di una potente droga allucinogena. Consumato il decotto, tutti i presenti si danno ai bagordi. 
La mattina seguente, in stato di shock, Pamela afferma di essere stata violentata, "contaminata dal diavolo". A seguito del trauma, la donna si rifiuta di avere qualsiasi relazione fisica col marito.

Enrico Montesano, Pamela Tiffin e Carlo Giuffré

Consultato uno psicanalista, costui consiglia la ripetizione della medesima esperienza in tutti i particolari al fine di rimuovere il trauma. Sandro spinge così la moglie tra le braccia di tutti i vari individui presenti alla cena, ma ciò risulta inutile: il presidente Parini si rivela mutilato di guerra dell'organo riproduttivo; il dottor Samai un omosessuale; il professor Valenti non si rivela essere il "diavolo" e il timorato padre O'Connor fugge sul punto di compiere l'amplesso.
Non trovando il colpevole, la coppia si separa; Sandro va a vivere ad Amsterdam: qui in un sexy shop trova una rivista pornografica voyeuristica con in copertina una foto di Pamela di quella sera. Rintracciato il fotografo, Sandro scopre che il presunto diavolo era lui stesso.

## Produzione
Il film fu girato a Roma.

## Colonna sonora
- Pamela, testo, musica ed esecuzione di Greenfield & Cook
- Roma d'estate, di Ghigo De Chiara e Fiorenzo Fiorentini, eseguita da Teresa Gatta e Paolo Gatti
- Mister Music Man, testo, musica ed esecuzione di Greenfield & Cook
- Dies Irae dalla Messa da Requiem, di Giuseppe Verdi, diretta da Igor Markevitch

## Distribuzione

### Censura
La revisione del film da parte della Direzione generale dello spettacolo ritenne opportuno far rimuovere 3 sequenze, di seguito riportate:
1. Eliminazione della scena del rapporto tra l'ingegner Traversi e Viviana in macchina (metri 28,50);
2. Alleggerimento della scena in cui l'ingegner Traversi e la moglie tentano di riprendere i rapporti sessuali (metri 3);
3. Alleggerimento della scene finale in cui l'ingegner Traversi e la moglie riprendono i rapporti sessuali (metri 3).

Con questi tagli, fu concesso il nulla osta di proiezione in pubblico, con il divieto per i minori degli anni 14 "per i nudi femminili nonché le situazioni erotiche che ivi vengono rappresentate che, pur non offendendo il comune sentimento del pudore, possono turbare la particolare sensibilità dei predetti minori".
In una seconda revisione effettuata nel 1993 al fine di rimuovere il divieto ai minori furono ulteriormente eliminate 6 sequenze, per un totale di 71 metri di pellicola:
1. Eliminazione della sequenza in cui il dottore chiede a Pamela se ha sofferto molto per l'amplesso contronatura (metri 7);
2. Eliminazione della sequenza in cui il dottore spiega a Sandro che la violenza subita da Pamela fu piacevole (metri 6);
3. Serie di tagli della scena in cui Sandro porta Pamela a guardare le prostitute per farle imparare come si fa (metri 40);
4. Eliminazione della sequenza in cui Sandro osserva, nascosto, Pamela nell'automobile china sul ventre di un altro invitato a cena (metri 6);
5. Eliminazione della sequenza in cui, nel ricordo della festa fatto dal garzone del bar, si vedono una situazione tra uomini e una tra donne che si baciano sulla bocca (metri 6);
6. Eliminazione della sequenza in cui il vescovo ricorda che la violenza a Pamela fu un rapporto contro natura (metri 6).

## Accoglienza

### Incassi
Il film incassò al botteghino 894.600.000 lire.

### Critica
(David Grieco)